# Џордан Мики
Џордан Грејсон Мики (енгл. Jordan Grayson Mickey; Далас, Тексас, 9. јул 1994) амерички је кошаркаш. Игра на позицијама крилног центра и центра, а тренутно је без ангажмана.

## Каријера
Мики је студирао и играо кошарку на универзитету Луизијана Стејт од 2013. до 2015. године, након чега је одабран на НБА драфту 2015. као 33. пик од стране Бостон селтикса. Две сезоне је био играч Бостона, с тим што је већину времена провео наступајући за Бостонов развојни тим Мејн ред клоз у НБА развојној лиги. У августу 2017. је потписао уговор са Мајами хитом. У дресу Мајамија је током сезоне 2017/18. наступио на 23 утакмице, бележећи просечно четири поена по мечу.
У јулу 2018. године је потписао једногодишњи уговор са Химкијем. У дресу Химкија је током сезоне 2018/19. у Евролиги бележио просечно 14 поена уз пет скокова. У јулу 2019. прелази у Реал Мадрид. Са Реалом је у сезони 2019/20. освојио Kуп и Суперкуп Шпаније. За сезону 2020/21. се вратио у Химки. Потом је био играч Зенита из  Санкт Петербурга са којим је освојио ВТБ јунајтед лигу. У јулу 2022. је потписао за Виртус из Болоње.

## Успеси

### Клупски
- Реал Мадрид:
  - Kуп Шпаније (1): 2020.
  - Суперкуп Шпаније (1): 2019.
- Зенит Санкт Петербург:
  - ВТБ јунајтед лига (1): 2021/22.
  - Суперкуп ВТБ јунајтед лиге (1): 2022.
- Виртус Болоња:
  - Суперкуп Италије (2): 2022, 2023.

### Појединачни
- Најкориснији играч финала плеј-офа ВТБ јунајтед лиге (1): 2021/22.
- Најбољи одбрамбени играч ВТБ јунајтед лиге (1): 2021/22.